# Пёрл в армии

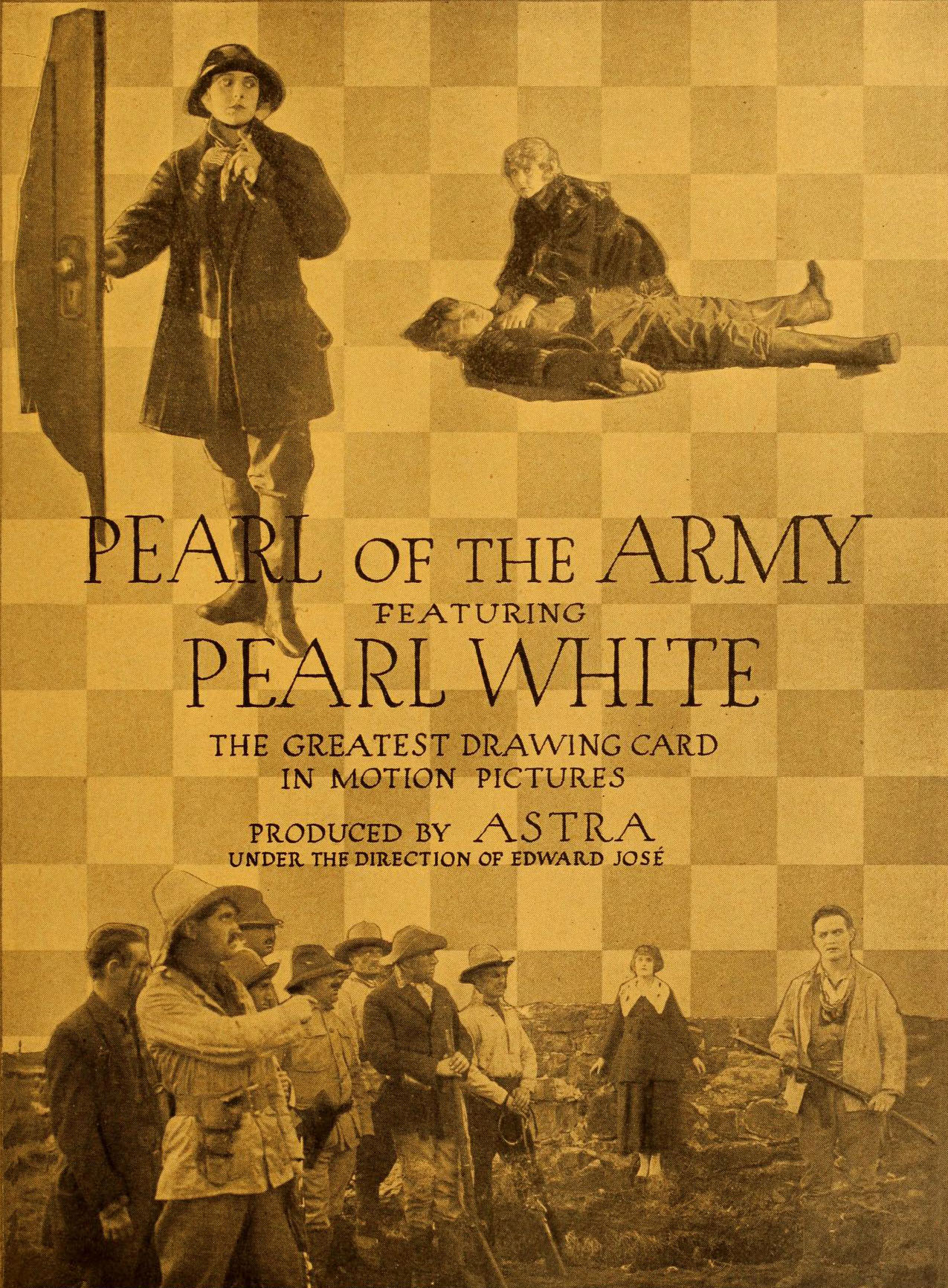
Рекламный плакат сериала

«Пёрл в армии» (буквальный перевод «Жемчужина армии») — американский киносериал немого кино 1916 года, снятый Эдвардом Хосе (англ. Edward José). Серии совместного производства Pathé-Astra Film Corp были сняты, когда многие первые киностудии и кинопродюсеры в первой киноиндустрии Америки базировались в городах штата Нью-Джерси на реке Гудзон, в частности в Форт-Ли. Фрагменты сериала были найдены при находке фильмов в Доусоне в 1978 году .

## Сюжет
Американский офицер предотвращает саботаж Панамского канала.

## В ролях
- Перл Уайт в роли Перла Дейта
- Ральф Келлард в роли капитана Ральфа Пейна
- Мари Уэйн в роли Берты Бонн
- Теодор Фрибус в роли майора Брента
- Уильям Т. Карлтон[англ.] в роли полковника Дэра (в титрах как W. T. Carleton)

## Список серий
1. Предатель (англ. The Traitor)[7]
2. Признан виновным (англ. Found Guilty)
3. Тихая угроза (англ. The Silent Menace)
4. Облака войны (англ. War Clouds)
5. Где-то в Гренаде (англ. Somewhere In Grenada)
6. Вероломство майора Брента (англ. Major Brent's Perfidy)
7. Для звезд и полос (англ. For The Stars and Stripes)
8. Международная дипломатия (англ. International Diplomacy)
9. Доктрина Монро (англ. The Monroe Doctrine)
10. Безмолвная армия (англ. The Silent Army)
11. Миллион добровольцев (англ. A Million Volunteers)
12. Иностранный альянс (англ. The Foreign Alliance)
13. Современные пираты (англ. Modern Buccaneers)
14. Похититель флага (англ. The Flag Despoiler)
15. Ординарец полковника (англ. The Colonel's Orderly)

## В виде книги
Вольная романизация на французском языке в виде 10 брошюр на основе сериала была написана в 1917-1918 годах известным автором того времени Марселем Алленом, под общим названием «Le courrier de Washington». Издан издательством La Renaissance du Livre в Париже, в цикле «Collection des Romans-cinéma».